# Wuyang
För andra betydelser, se Wuyang (olika betydelser).
Wuyang är ett härad som lyder under Luohes stad på prefekturnivå i Henan-provinsen i norra Kina.